# Eggern
Eggern est une commune autrichienne du district de Gmünd en Basse-Autriche.